# Xàtiva
Xàtiva (valencianisch, [ˈʃativa]; spanisch Játiva [ˈxatiβa]) ist eine Mittelstadt in der Provinz Valencia in Spanien. Die Stadt hat 30.378 Einwohner (Stand: 2024) und zählt zu den kulturell und historisch bedeutendsten Städten der Region. Xàtiva ist außerdem Kreishauptstadt der Region La Costera.

## Geschichte
Xàtiva wurde einst von den Iberern gegründet. Nach den Römern und den Mauren eroberte 1244 Jaime I. von Aragon die Stadt und schuf dort ein bedeutendes Archiv. Bis Anfang des 18. Jahrhunderts erlebte die Stadt ihre große Blütezeit. Berühmt ist Xàtiva deshalb, weil hier um 1150 das erste Papier auf europäischem Boden durch die Mauren hergestellt wurde.
Da sich die Stadt im Spanischen Erbfolgekrieg auf die Seite der Habsburger gestellt hatte, wurde sie 1707 nach einmonatiger Belagerung gebrandschatzt. Frauen und Kinder erlitten in der Stadtkirche den Feuertod. Deswegen werden heute die Bewohner Xàtivas socarrats („ausgebrannte/gebrannte“) genannt. Der Rest der Bevölkerung wurde in die Mancha umgesiedelt. Xàtiva verlor durch die Bourbonen die bisherigen Privilegien, sogar der Name der Stadt wurde zu Ehren des Königs Felipe V. in Nueva Colonia de San Felipe geändert. Erst im Jahre 1811 konnte der alte Name durch das Parlament von Cádiz wiederhergestellt werden. Das Gemälde Philipps V. hängt im Stadtmuseum von Xàtiva noch bis zum heutigen Tage aus Protest mit dem Kopf nach unten.

## Sehenswürdigkeiten

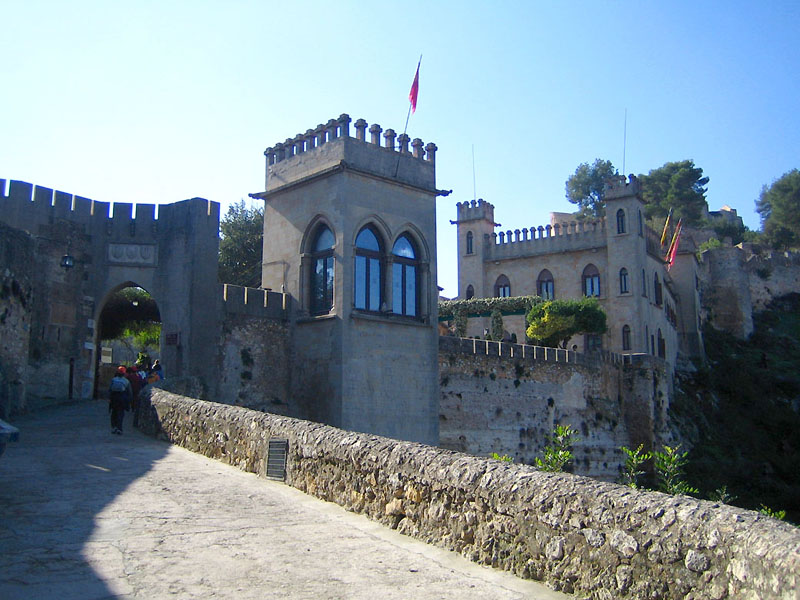
Teilansicht der Burg von Játiva

- Die Burg (El Castillo) erstreckt sich über den gesamten Rücken des südlich der Altstadt gelegenen Berges Vernissa. Hier finden sich Überreste aus fast allen Epochen spanischer Geschichte, von den Iberern über die Römer und Mauren bis hin zur Gotik. Südlich des Burgberges liegt das Tal und der Ortsteil Bixquert.
- Die verwinkelte, arabisch anmutende Altstadt am Fuße des Vernissa mit zahlreichen historischen Gebäude und Palästen sowie Kirchen und Brunnen steht komplett unter Denkmalschutz.
- Der Bau der dreischiffigen, die Stadt dominierenden Kirche Colegiata (La Seo) begann 1596 auf den Grundmauern einer Moschee.
- Die kleine Kirche San Feliu aus dem 13. Jahrhundert oberhalb der Altstadt kann eine valencianische Gemäldesammlung aus XIV. bis XVI. Jahrhundert vorweisen.
- Das Stadtmuseum (Museo Municipal de l'Almodí) in einem gotischen Kornspeicher zeigt sowohl archäologische Sammlungen, als auch Kunst von der Antike bis zur Gegenwart.
- Etwas abseits gelegen, aber noch im Stadtgebiet Xàtivas, befindet sich die Höhle Cova Negra, eine Fundstätte von fossilen Knochen des Neandertalers.

## Söhne und Töchter der Stadt
- Alexander VI. (1431–1503), Papst von 1492 bis 1503
- Luis Juan del Milà (ca. 1432/33–1510), Kardinal
- Diego Ramírez de Arellano († 1633), Astronom
- Jusepe de Ribera (1591–1652), Maler
- San Jacinto Castañeda (1743–?), Dominikaner
- Joaquín Lorenzo Villanueva (1757–1837), Historiker
- Francisco de Paula Martí (1761–1827), Graveur
- Bruno Lomas (1940–1990), Sänger
- Raimon (* 1940), Sänger
- Anna Sanchis (* 1987), Radrennfahrerin